# Grêmio Osasco Audax
Il Grêmio Osasco Audax, noto anche semplicemente come Audax, è una società calcistica brasiliana con sede nella città di Osasco, nello stato di San Paolo.

## Storia
Il club è stato fondato nella città di San Paolo l'8 dicembre 1985 come Pão de Açúcar Esporte Clube, ha giocato la sua prima professionistica il 7 aprile 2007, giocando contro il Jabaquara, la partita era valida per il Campeonato Paulista Segunda Divisão. Ha vinto il Campeonato Paulista Segunda Divisão nel 2008, dopo aver sconfitto il Batatais in finale.
Il Pão de Açúcar Esporte Clube ha cambiato nome in Audax São Paulo Esporte Clube il 17 luglio 2011, adottando un nuovo stemma e nuove divise. Il proprietario del club, il Grupo Pão de Açúcar, ha cambiato il nome del club per portare la squadra più vicina ai suoi tifosi.
Il club è stato venduto il 22 settembre 2013 a Mário Teixeira, presidente della Bradesco e vice-presidente del Grêmio Osasco, cambiando alla squadra il nome in Grêmio Osasco Audax e trasferendosi nella città di Osasco.
Poco tempo dopo aver cambiato città, la squadra allenata da Fernando Diniz ha sorpreso per eliminare grandi club, come il San Paolo e il Corinthians, nel Campionato Paulista 2016. Con la sua forma coinvolgente per giocare e fino a quando il numero di gioco brutto. Giocatori come Tchê Tchê, Camacho, Bruno Paulo e altri si distinsero, e il club arrivò alla finale del campionato statale, dove perse col Santos.
Dopo la brillante campagna nel Paulistão, il club ha stretto un accordo con l'Oeste che gioca nel Campeonato Brasileiro Série B 2016, dove diversamente disposto in aggiunta a Fernado Diniz, una buona parte dei giocatori.

## Palmarès

### Competizioni statali
- Campeonato Paulista Série A3: 1

2019
- Campeonato Paulista Segunda Divisão: 1

2008